# Evorthodus lyricus
Evorthodus lyricus es una especie de peces de la familia de los Gobiidae en el orden de los Perciformes.

## Morfología
Los machos pueden llegar a alcanzar los 15 cm de longitud total.

## Hábitat
Es un pez de clima subtropical (20 °C-30 °C).

## Distribución geográfica
Se encuentra en el Atlántico occidental: Belice, las Islas Caimán, Costa Rica, la República Dominicana, Haití, Jamaica , Puerto Rico Surinam, Trinidad.
Venezuela.

## Observaciones
Es inofensivo para los humanos.